# 나카쓰카 도모미

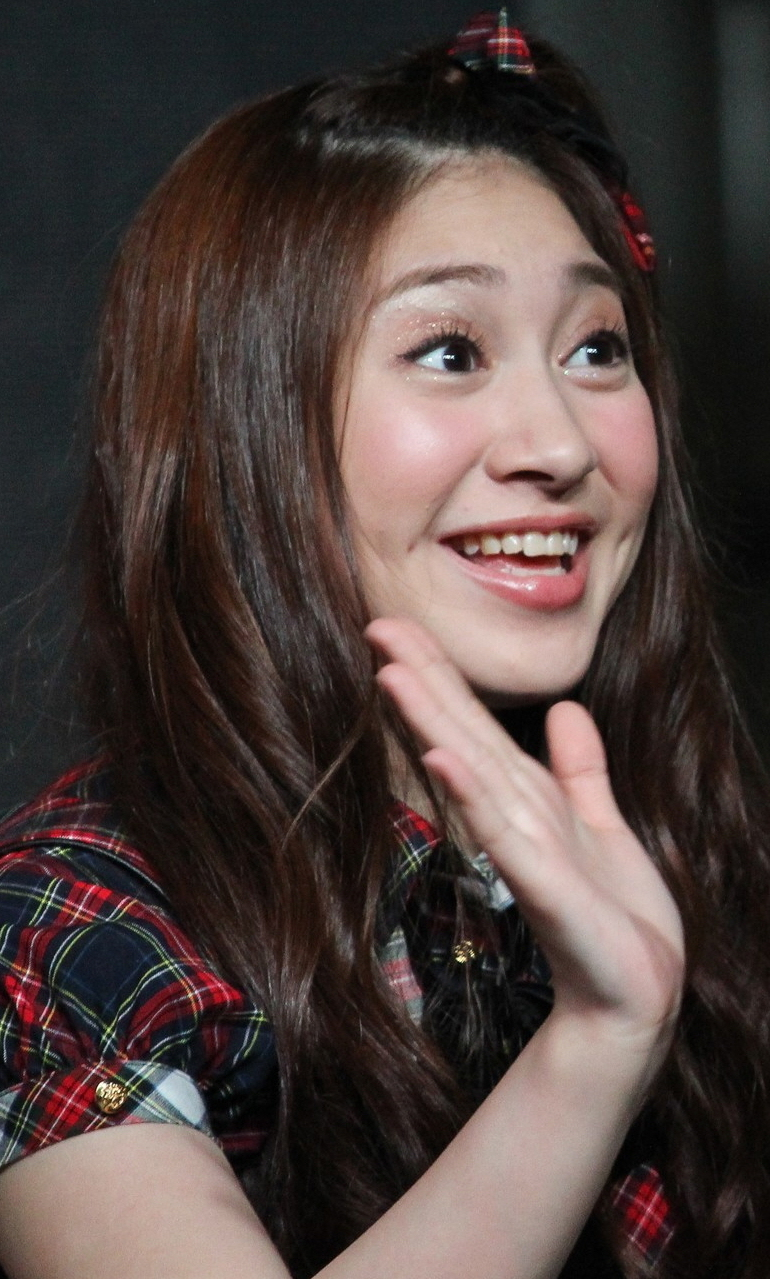

나카츠카 토모미(中塚 智実, 1993년 6월 18일 - )는 일본 여성 아이돌 그룹 전 AKB48 팀A의 멤버이다.

## 개요
- 연구생 오디션에서 뽑힌 2기생 한 명이다.
- 2009년 1월 29일에 팀B로 승격됐다.
- 2010년 3월 12일에 팀K로 이적했다.
- 2012년 11월 1일에 팀A로 이적했다.
- 2013년 7월 7일 AKB48 팀K 마츠바라 나츠미와 AKB48 팀B 코모리 미카와 AKB48 졸업.